# René Zazzo
René Zazzo (París, 1910 - 1995) fue un psicólogo y pedagogo francés. Fue discípulo y defensor de Henri Wallon, y uno de los pioneros psicología escolar, extendiendo la inserción de la psicología en la educación iniciada por Binet. Su trabajo, relacionado con la psicología infantil, se enfocaba en los problemas de debilidad y dislexia, y entre 1950 y 1980 su investigación pasó a centrarse en el que consideraba uno de los mayores enigmas de la psicología: el de la identidad. También fue el creador de la "nueva escala métrica de la inteligencia". 

## Carrera
Zazzo obtuvo un doctorado en letras en La Sorbonne, y realizó estudios en Yale, en el laboratorio de Gesell. Al comenzar la Segunda Guerra Mundial fue movilizado y participó en la campaña de Bélgica. Durante la ocupación de Francia por las tropas alemanas, fue el responsable del Frente Nacional Universitario.
Colaborador del profesor Wallon desde 1936, entró al CNRS, y en 1950 le sucedió en la dirección del Laboratorio de Psicología del Niño, dependiente de la École Pratique des Hautes Études. En 1940 ocupó la dirección del Laboratorio de Psicología del Hospital Henri Rousselle, centro de profilaxis mental del departamento del Sena. Durante la guerra publicó su primer libro (1942), dedicado al estudio de los pioneros de la psicología en Estados Unidos, y después formó parte de la Resistencia.
En 1955 (y en 1977) ocupó la presidencia de la Société Française de Psychologie; en 1967 fue nombrado profesor de Psicología genética en la Universidad de Nanterre y presidente de la Association de Psychologie Scientifique de Langue Française; en 1968 fue nombrado presidente del Groupement Français d'Études de Neuro-Psychopathologie Infantile.

## Obras
- Psychologues et Psychologies d'Amérique (1942)
- Le Devenir de l'Intelligence (1946)
- Intelligence et Quotients d'âges (1946)
- Les Jumeaux, le Couple et la Personne (en dos volúmenes, 1960)
- Conduites et Conscience (en dos volúmenes, 1962, 1968)
- Nouvelle Echelle métrique de l'Intelligence (en dos volúmenes en colaboración con otros autores, 1966)
- Des Garçons de 6 à 12 ans (en colaboración, 1969)
- Les Débilités Mentales (en colaboración, 1969)